# Ex chiesa della Conversione di San Paolo (Torrile)
L'ex chiesa della Conversione di San Paolo è un luogo di culto cattolico sconsacrato dalle forme romaniche e neoromaniche, situato in via Don Minzoni a San Polo, frazione di Torrile, in provincia e diocesi di Parma.

## Storia
Il luogo di culto fu eretto in epoca medievale; la più antica testimonianza della sua esistenza risale al 1005, quando la Sancti Pauli Capellam fu nominata nell'atto di fondazione del monastero di San Paolo di Parma, tra i beni assegnati dal vescovo di Parma Sigefredo II alle monache benedettine, che ne ricevettero conferma nel 1015 dal vescovo Enrico.
Nel 1187 il papa Gregorio VIII con una bolla confermò al monastero di San Paolo il possesso del tempio.
Nel 1230 l'Ecclesie Sancti Pauli de Rivolo fu menzionata nel Capitulum seu Rotulus Decimarum della diocesi di Parma ancora tra le dipendenze delle benedettine di San Paolo, pur trovandosi all'interno del territorio amministrato dalla pieve di San Martino de' Bocci.
Nel 1279 il papa Niccolò III confermò nuovamente alle monache il possesso del luogo di culto.
Nel 1561 la chiesa fu unita al monastero di San Paolo e, da allora fino alla secolarizzazione del 1810 per effetto dei decreti napoleonici, fu gestita da un curato nominato dalle benedettine.
Nel 1840 un fulmine danneggiò l'edificio, che tre anni dopo fu sottoposto a interventi di restauro.
Nel 1906 la facciata fu modificata con la realizzazione del rosone in sommità.
Tra il 1943 e il 1949 il tempio fu completamente ristrutturato e riportato alle linee originarie romaniche parzialmente perse nei secoli; nel corso dei lavori, fu inoltre sopraelevato il campanile.
Nel 1992, in seguito alla costruzione a pochi metri di distanza della nuova chiesa in stile contemporaneo, l'antico luogo di culto fu sconsacrato.

## Descrizione

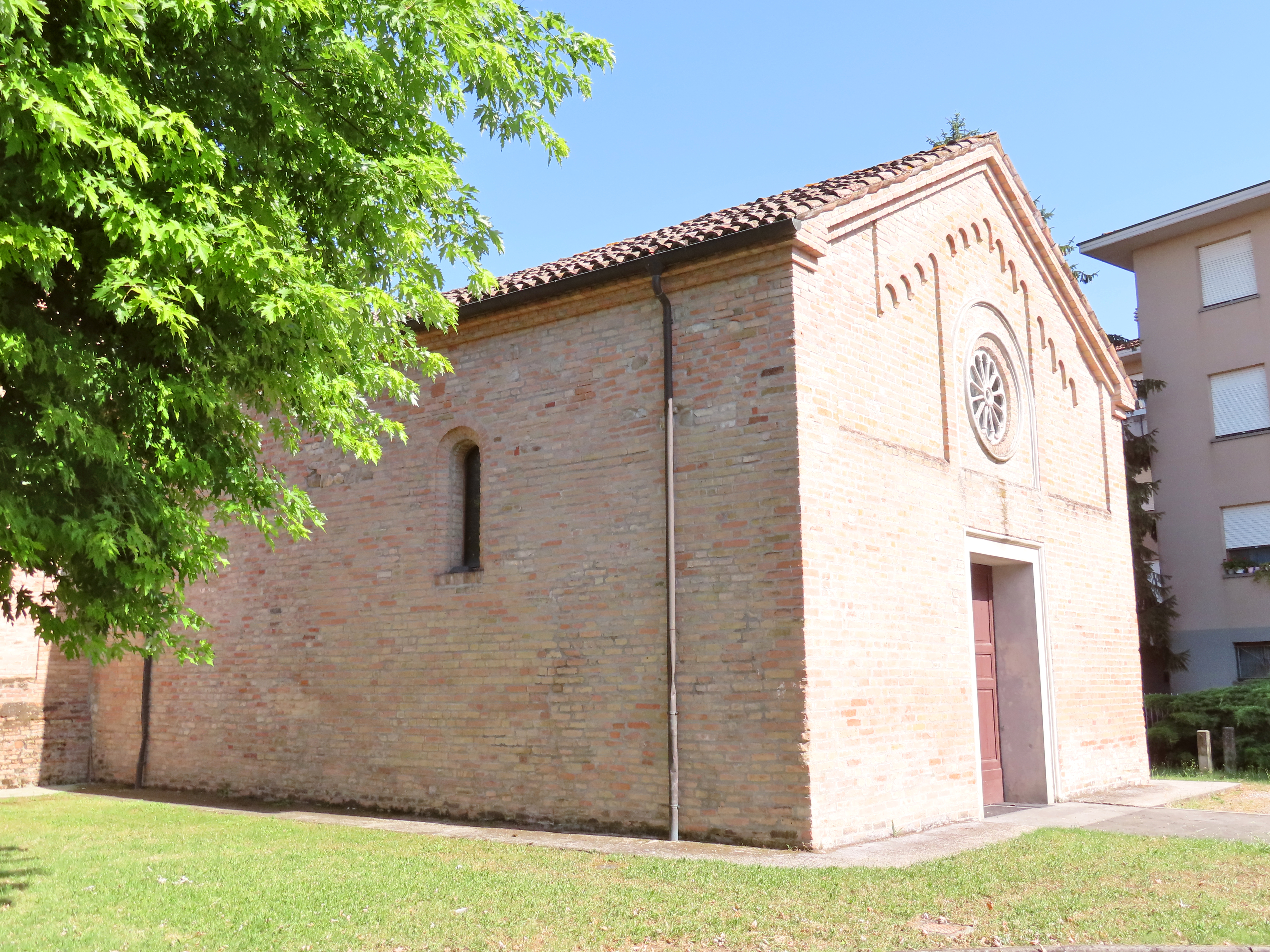
Facciata e lato nord

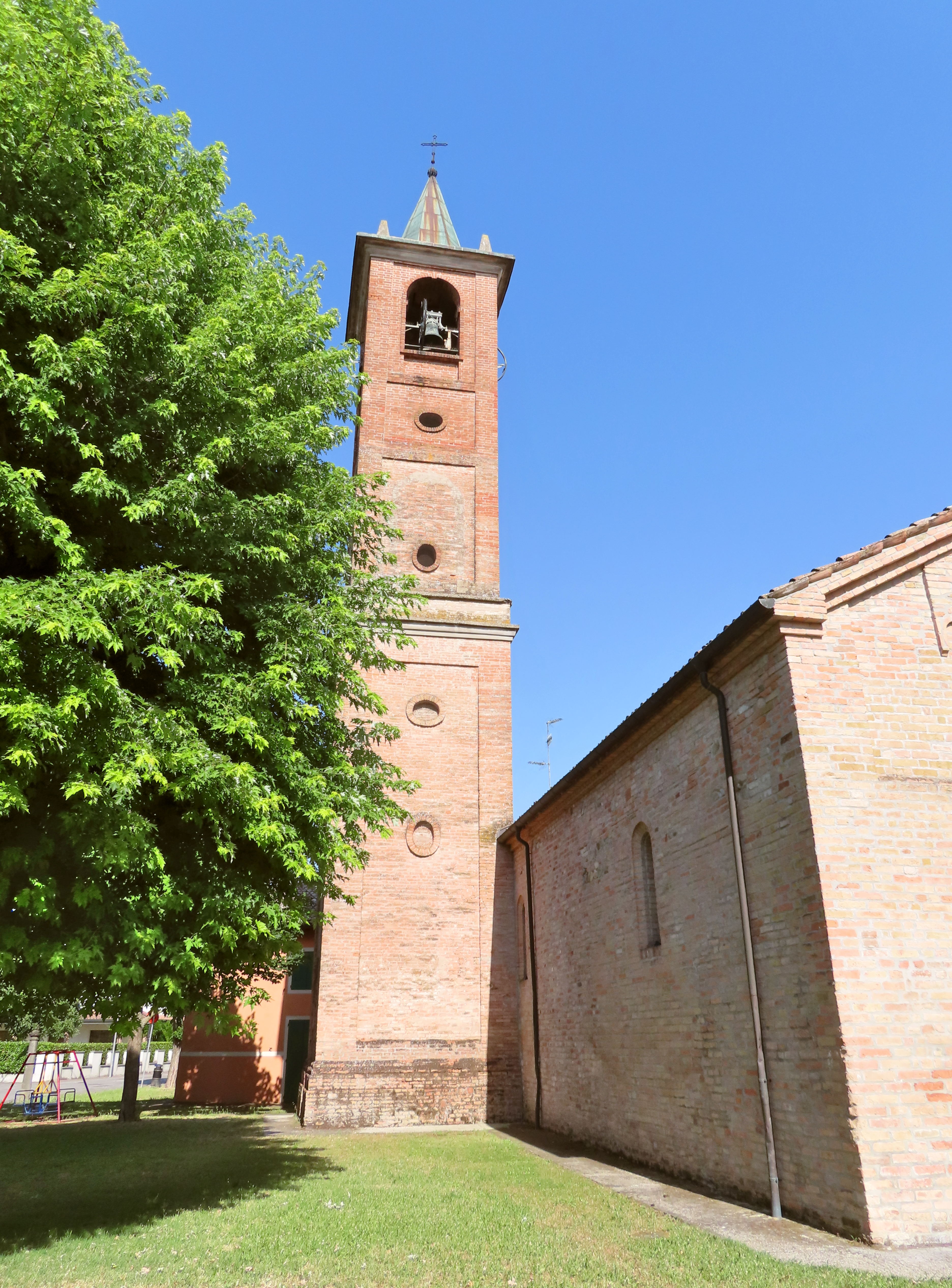
Campanile

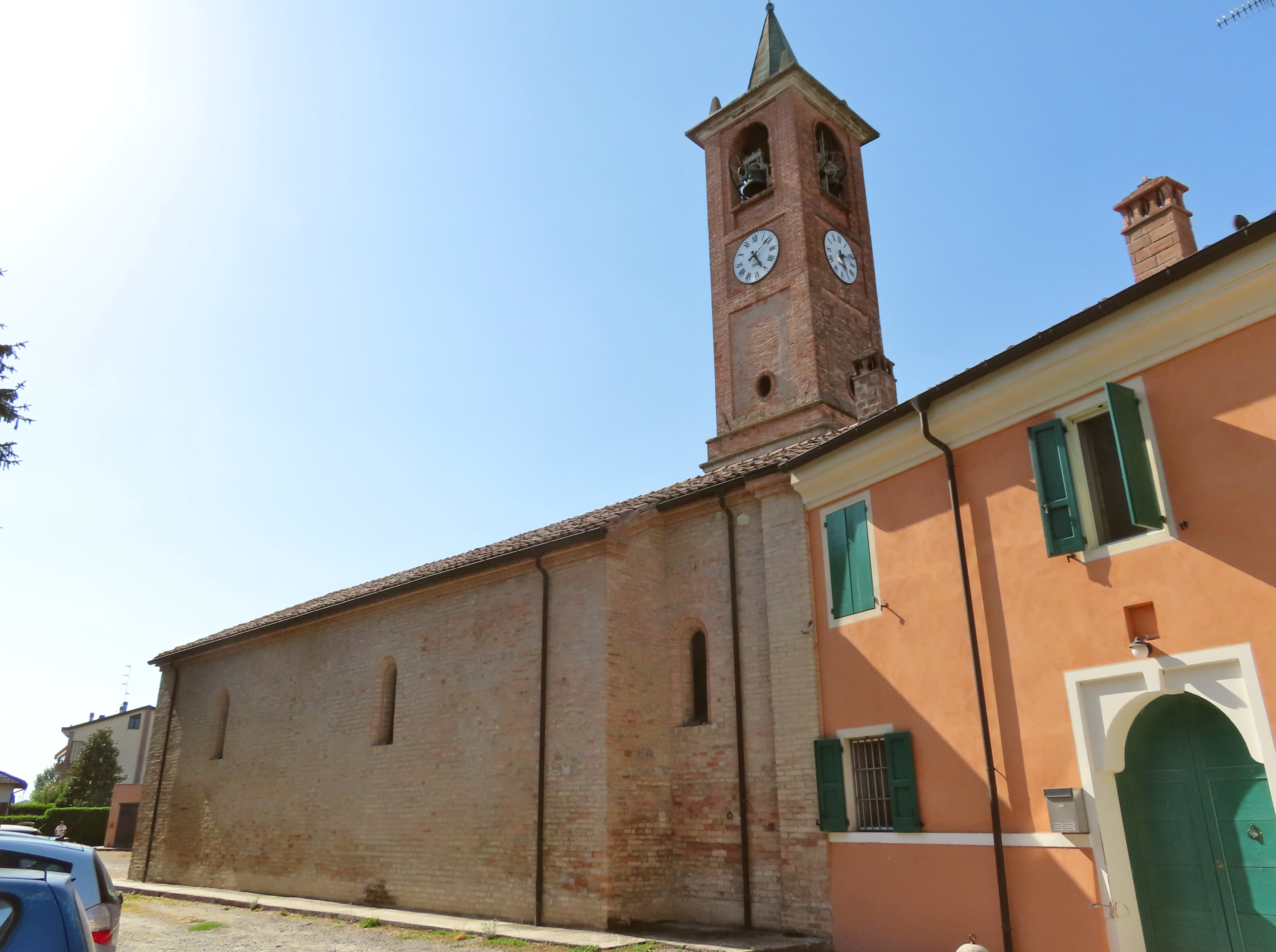
Lato sud

La chiesa si sviluppa su un impianto a navata unica, con ingresso a ovest e presbiterio a est.
La simmetrica facciata a capanna, interamente rivestita in laterizio come il resto dell'edificio, presenta nel mezzo l'ampio portale d'ingresso, inquadrato da una cornice modanata in pietra; più in alto il prospetto è tripartito da due lesene medievali, che affiancano il rosone centrale; a coronamento si sviluppa nel mezzo sotto al cornicione una fascia ad archetti pensili romanici.
I fianchi sono illuminati da alcune monofore ad arco a tutto sesto; sulla sinistra, sul fondo si erge su un alto basamento il campanile, ornato sugli spigoli con lesene; la cella campanaria si affaccia sulle quattro fronti attraverso ampie aperture a tutto sesto; a coronamento si innalza tra quattro piccoli pinnacoli una guglia metallica a base ottagonale.
All'interno la navata è coperta da una serie di capriate lignee, realizzate tra il 1943 e il 1949 in sostituzione delle volte.
Il presbiterio, lievemente sopraelevato, è preceduto dall'arco trionfale a tutto sesto; l'ambiente, coperto da una volta a crociera, accoglieva l'altare maggiore marmoreo a mensa, aggiunto nel 1954; sul fondo si staglia un'ancona lignea dorata tardo-seicentesca, delimitata da due colonne ioniche su mensole a sostegno del frontone spezzato di coronamento; al suo interno era collocata la pala coeva raffigurante la Conversione di san Paolo.
La chiesa conservava altre opere di pregio, tra cui una croce astile settecentesca, un inginocchiatoio seicentesco in cuoio, un calice in argento del XVIII secolo e alcuni paramenti sacri.